# Principauté de Göttingen
1345–1495
Entités précédentes :
- Principauté de Brunswick-Wolfenbüttel

Entités suivantes :
- Principauté de Calenberg

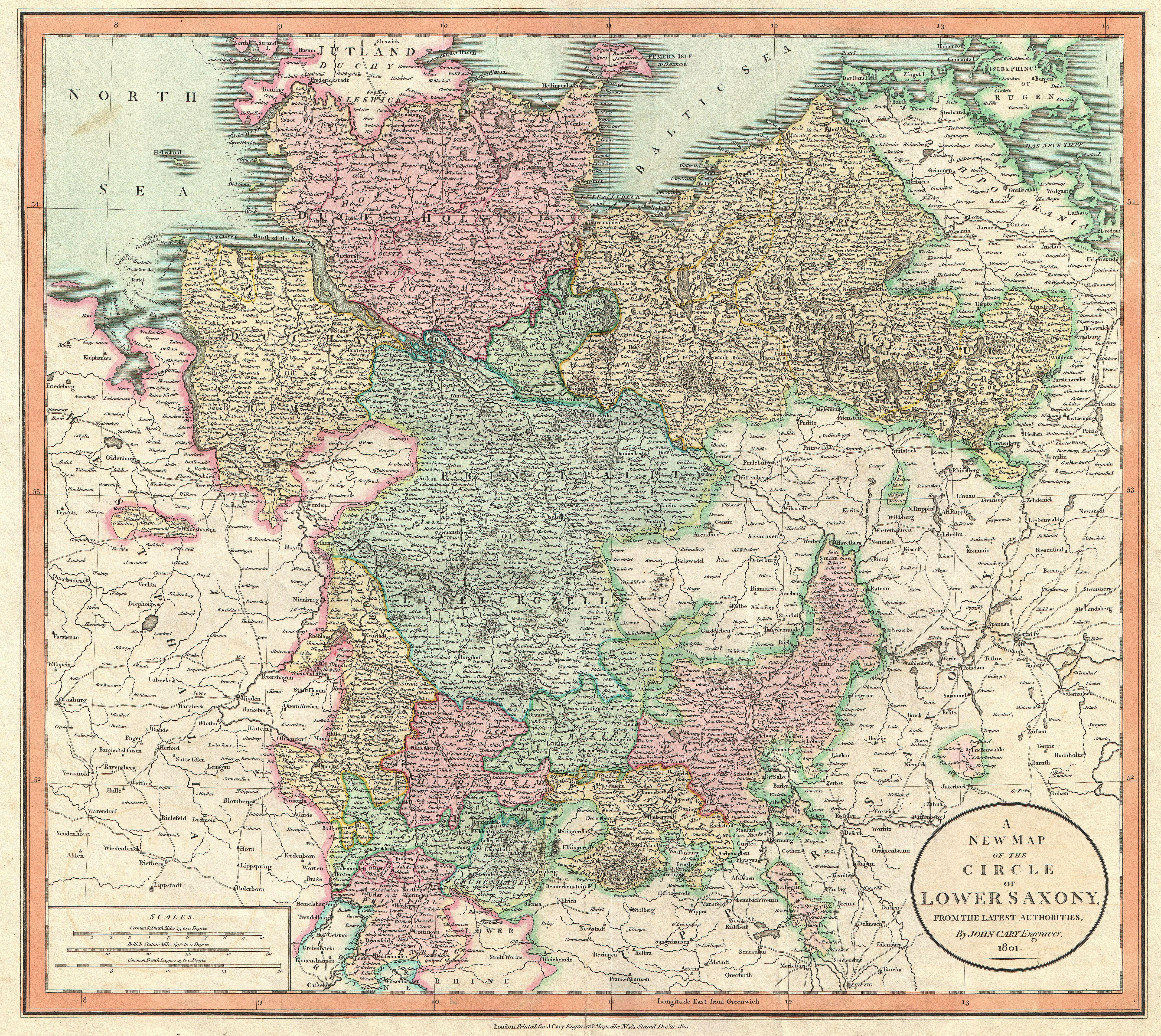
La principauté de Göttingen (en rose) dans le cercle de Basse-Saxe.

La principauté de Göttingen (en allemand : Fürstentum Göttingen) fut un État du Saint-Empire romain, une partition du duché de Brunswick-Lunebourg, qui a existé de 1345 à 1495. Issue d'une division de la principauté de Brunswick-Wolfenbüttel, elle est administrée séparément des autres territoires de la maison de Brunswick (Welf) jusqu'à l'extinction de la lignée à la mort d'Othon le Borgne en 1463.

## Territoire
Le territoire de la principauté s'étend de Münden à Lauenförde le long de la Weser et de Göttingen à Northeim et presque jusqu'à Einbeck le long de la Leine. Cette région dans le sud du duché de Brunswick-Lunebourg a ensuite été appelée « Oberwald » par opposition à l'« Unterwald » autour du cháteau de Calenberg, plus au nord.

## Histoire
Les domaines autour de Göttingen appartenaient déjà à la dynastie des Welf, souverains du duché de Saxe jusqu'à la destitution de Henri le Lion en 1180. Après sa mise au ban, il perd l'essentiel de ses domaines et doit s'exiler. Il continue à affronter les empereurs de la maison de Hohenstaufen avec ses fils, qui grandissent en Angleterre. En 1202, de retour en Allemagne, ils se partagent les alleux de la famille et Guillaume, né en exil, reçoit un territoire autour de Lunebourg. Son fils Othon l'Enfant est encore mineur quand il meurt en 1213.

Les territoires saxons des Welf (en orange) vers l'an 1235.

Henri, le frère de Guillaume et l'oncle d'Othon, hérite alors de ces terres mais, faute de descendant mâle, il désigne ce dernier comme son successeur. Il meurt à son tour en 1227 et Othon récupère les possessions de la famille. Finalement, à la faveur d'une réconciliation entre Welf et Hohenstaufen, il se voit officiellement attribuer les territoires qu'il contrôle par l'empereur Frédéric II et fonde ainsi le duché de Brunswick-Lunebourg.
Comme les autres principautés du duché, celle de Göttingen est issue de la division des domaines de la famille, qui ne connaissait pas le droit d'ainesse. À partir du partage entre les fils de d'Othon, les princes Albert de Brunswick-Wolfenbüttel et Jean de Lunebourg en 1269, les différents héritiers administrent leurs terres de façon autonome mais continuent à utiliser le titre de « duc de Brunswick-Lunebourg » et à reconnaitre formellement l'existence du duché. On utilise donc le nom de la résidence du souverain ou d'une ville importante pour différencier les différentes partitions.
En 1286, un nouveau partage donne le sud du duché au deuxième fils d'Albert, Albert II « le Gros » qui fixe sa résidence à Göttingen. À la suite de la mort de son frère Guillaume Ier, il reçoit ensuite la région de Brunswick et Göttingen fait partie de la principauté de Brunswick-Wolfenbüttel. À sa mort en 1318, son fils aîné Othon Ier lui succède. Il gouverne encore l'ensemble de la principauté jusqu'à sa propre mort en 1344.
La principauté de Göttingen est issue du partage en 1345 entre les frères cadets d'Othon Ier, Ernest et Magnus Ier, des restes de la principauté de Brunswick-Wolfenbüttel. La région autour de Göttingen, gouvernée par Ernest, est alors séparée des autres domaines de la famille. Les domaines comprenaient les possessions de Northeim ainsi que les villes de Göttingen, Uslar, Dransfeld, Münden, Gieselwerder et la moitié de Moringen. Il s'était marié à Élisabeth, fille du landgrave Henri II de Hesse, son voisin au sud.
Göttingen était l'une des plus pauvres régions du duché de Brunswick-Lunebourg. Othon Ier, fils et successeur d'Ernest, s'est immiscé dans la guerre de Succession de Lunebourg (1370-1388), en essayant de prendre le contrôle de Brunswick, mais sans succès. De plus, il se mit en guerre contre les citoyens de Göttingen et fut ainsi contraint de transférer sa résidence au château de Hardegsen. À sa mort en 1394, son fils Othon II hérite d'une principauté en faillite. Il était fortement endetté auprès ses cousins à Brunswick et Lunebourg ; la lignée s'éteint avec son décès en 1463 et Göttingen échut au prince Guillaume Ier de Calenberg.
Après une période d'instabilité, le territoire de la principauté de Göttingen est durablement réuni à la principauté de Calenberg sous Eric Ier de Brunswick-Calenberg-Göttingen, le fondateur de la « lignée de Calenberg » de la maison de Brunswick-Lunebourg, en 1495.

## Liste des princes de Göttingen
Comme les autres souverains de principautés issues de partages du Brunswick-Lunebourg, les princes de Göttingen conservent toujours le titre de « duc de Brunswick-Lunebourg ».
- 1345-1367 : Ernest, fils d'Albert II, prince de Brunswick-Wolfenbüttel ;
- 1367-1394 : Othon Ier « le Mauvais », fils du précédent ;
- 1394-1463 : Othon II « le Borgne », fils du précédent ;
- 1463-1473 : Guillaume Ier, prince de Calenberg ;
- 1473-1495 : Guillaume II et Frédéric III (jusqu'en 1484), fils du précédent.